# O Dame get up and bake your pies
O Dame get up and bake your pies is een compositie van Arnold Bax.
Het is een late compositie van Bax. Bax had in zijn laatste levensjaren weinig zin meer om muziek te schrijven; hij had volgens eigen inzicht zijn zegje gedaan. In 1945 verscheen echter dit werk van Bax. Het is geschreven voor Anna Instone (mevrouw Herbage) en Julian Herbage ("To Anna and Julian Herbage in acknowledgement of pies baked and enjoyed on Christmas Day in the morning 1945) promotors van klassieke muziek bij de BBC. Bax schoof regelmatig aan in Herbages Music Magazine dat elke zondag werd uitgezonden. Bax vriendin Harriet Cohen kwam het in die show spelen op 23 december 1945. Het is muziekstuk in het genre thema met (zeven) variaties, in dit geval op een Noordengels kerstliedje.  
In 2017 zijn er drie opnamen van dit werk verkrijgbaar:
- historische opname door Iris Loveridge, uitgebracht door Lyrita
- Eric Parkin, een opname uit 1988, uitgebracht door Chandos
- platenlabel Naxos: Ashley Wass (opname 2004)